# Реки международные
Ре́ки междунаро́дные ― в международном праве реки, которые протекают или разделяют территории нескольких государств и находятся в судоходном соединении с водоёмами (озёрами, морями, океанами).
Многочисленными международными договорами, ведущими начало еще с 1648 года (Вестфальский мир), в истории международными реками были признаны: Рейн и его притоки, Маас, Шельда, Эмс, Везер, Одер, Висла, Варта, Неман, Эльба, Тахо, Дуеро, Дунай, Нигер, Конго и ряд других рек. Реки международные отличаются от национальных рек тем, что в то время как судоходство по национальным рекам находится в исключительном ведении государства, в пределах которого река протекает, на реках международных судоходство является свободным для судов всех государств. За прибрежными государствами сохраняется территориальное верховенство над частью международной реки, находящейся в пределах их государственных границ, и право известного контроля над судоходством в этой части. Прибрежные государства взимают с проходящих судов сборы, определяемые расходами государства для поддержания в порядке судоходности реки в его пределах. Обычно прибрежные государства, лежащие по течению одной и той же реки или разделенные ею, создают особые комиссии для регулирования вопросов, связанных с работами по поддержанию порядка на реке, и совместно вырабатывают обязательные для всех судов правила судоходства. Крупнейшие, наиболее важные речные пути международного значения находятся в ведении специальных комиссий или бюро из представителей прибрежных государств и других наиболее заинтересованных держав. Задачей этих комиссий является наблюдение за свободой судоходства на международных реках, урегулирование споров и разногласий, связанных с судоходством, организация необходимых для поддержания судоходности реки работ, рыболовства, по борьбе с загрязнением вод и т. д.